# Compulsion Games
Compulsion Games è un'azienda canadese dedita allo sviluppo di videogiochi con sede nella città di Montréal, fondata nel 2009 da Guillaume Provost.
Dal 2018 fa parte degli Xbox Game Studios.

## Storia
Compulsion Games è stata fondata a Montreal nel 2009 da Guillaume Provost, che aveva precedentemente lavorato per Arkane Studios. Per raccogliere fondi per il loro primo gioco, il team di Compulsion Games ha lavorato a progetti esterni, tra cui Darksiders, Dungeon & Dragons: Daggerdale e Arthur Christmas: Elf Run.
All'E3 2018, Microsoft ha annunciato di aver siglato un accordo per l'acquisizione di Compulsion Games, che sarebbe diventato parte di Microsoft Studios (ora noto come Xbox Game Studios). Al momento dell'acquisizione, Compulsion Games contava 40 dipendenti.
Contrast è un'avventura crepuscolare sospesa nelle magie della Belle Époque e nell'estetica Art Nouveau, con un'atmosfera da film noir e colonna sonora inquietante (Shadow Music: A Soundtrack to Contrast). Il contrasto è ambientato negli anni '20, mescolando influenze dell'era Burlesque e Vaudeville degli anni '20 con alcuni elementi più classici del cinema noir degli anni '40. Il giocatore controlla Dawn, l'immaginaria amica di una bambina, Didi, che ha il potere di trasformarsi nella sua ombra. Può farlo in qualsiasi momento, a condizione che ci sia un'area illuminata in cui l'ombra di Dawn può essere vista. Il gameplay originale si basa sull'interazione di ombre e luci; Dawn ha la capacità di transitare dal colorato mondo 3D delle strade di Parigi nel mondo bidimensionale delle ombre, appiattendosi sui muri di edifici o stanze. Il giocatore può affrontare insoliti livelli di piattaforma 2D, a condizione che siano presenti fonti di luce favorevoli che possono essere spostate per risolvere i puzzle. Provost ha lavorato con Valve nel periodo in cui è stato rilasciato il videogioco originale Portal, ed è stato ispirato da come la serie Portal ha incoraggiato le persone a pensare allo spazio in modi diversi. L'idea dell'interazione 2D in ombra / mondo 3D gli è venuta in un bar in Francia e sembrava essere un ottimo modo per esplorare nuove meccaniche di puzzle. Il mondo del film noir e la narrazione scaturivano da questo concetto.
We Happy Few è una distopia "allegra" ambientata in una città inglese immaginaria, Wellington Wells, ispirata alla psichedelica Londra degli anni '60. Si tratta di una società di tipo retrofuturistico formata seguendo una sequenza temporale alternata di eventi all'interno della seconda guerra mondiale, che è sull'orlo del collasso a metà degli anni '60. Gli abitanti della città, cercando di dimenticare un orrore indicibile che hanno commesso, hanno iniziato a prendere una droga allucinogena chiamata "Gioia" che porta loro l'euforia, ma li lascia anche facilmente controllati e privi di moralità e comprensione. I giocatori controllano uno dei tre personaggi, che viene soprannominato "Downer" dopo aver scelto di smettere di usare Joy, e devono cercare di sopravvivere abbastanza a lungo da completare qualcosa di importante e personale per se stessi, il tutto mentre cercano di fuggire dalla città prima dell'imminente collasso sociale. Interpretato da una prospettiva in prima persona, il gioco combina giochi di ruolo, sopravvivenza e leggeri elementi roguelike, con gli sviluppatori focalizzati sulla creazione di una storia con forti narrazioni, un gameplay sottolineato da un senso di paranoia e decisioni con aree grigi e morali che influenzano le parti successive del gioco. Questo singolare mix di risate e distopie, un altro "contrasto" dopo le luci e le ombre del titolo precedente, è ispirato al film Brazil di Terry Gilliam, a sua volta ispirato al romanzo distopico per antonomasia, 1984 di George Orwell. Nei primi trailer, si possono riconoscere tracce del film di Stanley Kubrick Arancia Meccanica. Lo stile estetico ricorda BioShock perché Compulsion Games sembra particolarmente legato allo stile Art Deco, presente anche in Contrast. Il mondo di We Happy Few è generato proceduralmente.

## Videogiochi
| Anno | Videogioco        | Piattaforme                      | Editore             |
| ---- | ----------------- | -------------------------------- | ------------------- |
| 2013 | Contrast          | PlayStation 3, Xbox 360, Windows | Focus Entertainment |
| 2018 | We Happy Few      | PlayStation 4, Xbox One, Windows | Gearbox Software    |
| 2025 | South of Midnight | Xbox Series, Windows             | Xbox Game Studios   |